# Avramovina
Avramovina je naseljeno mjesto u sastavu općine Gradačac, Federacija Bosne i Hercegovine, BiH.

## Stanovništvo
| Avramovina         |              |
| godina popisa      | 1991.        |
| Srbi               | 243 (97,59%) |
| Hrvati             | 2 (0,80%)    |
| Muslimani          | 0            |
| Jugoslaveni        | 0            |
| ostali i nepoznato | 4 (1,60%)    |
| ukupno             | 249          |